# 빅토르 디아스
빅토르 이스라엘 디아스(Victor Israel Diaz, 1981년 12월 10일 ~ )는 도미니카 공화국의 야구 선수이자, 전 미국 프로 야구 선수이다.
2001년 미국 프로 야구 LA 다저스에 입단하여 뉴욕 메츠, 텍사스 레인저스, 시애틀 매리너스 등에서 활동하다가, 2008년 12월 계약금 6만 달러와 연봉 24만 달러를 합친 총액 30만 달러(약 4억 3천만 원)의 조건으로 한화 이글스와 계약을 맺었다. 그러나 성적 부진 등의 이유로 2009년 7월 8일 결국 한화 이글스에서 방출되었다. 그 후 2009년 7월 19일 볼티모어 오리올스와 마이너계약을 하였다.이후 2010년부터 2011년까지 미국 독립리그,멕시칸 리그에서 뛰었다. 2012년 2월 일본프로야구 주니치 드래건스와 계약했다.

## 프로 입단 전
도미니카 공화국 산토 도밍고 태생으로, 미국 시카고에 있는 로베르트 클레멘테 고등학교에 입학한다. 고등학생 시절 메이저 리그 스타인 새미 소사가 참석한 저녁 모임에 친구들과 초대를 받는다. 고등학교를 졸업하고 그레이슨 카운티 칼리지에 입학한다.

## 메이저 리그 시절
2000년 메이저 리그 드래프트에서 로스앤젤레스 다저스의 37순위 지명을 받아 입단하였다. 지명 당시 포지션은 내야수였다. 2003년 뉴욕 메츠의 제로미 버니츠와 트레이드되었는데, 내야 수비에서 문제를 보였기 때문이다. 2004년 뉴욕 메츠는 디아스의 포지션을 외야수로 변경시킨다. 2004년 9월 11일 처음으로 메이저 리그 데뷔 경기를 갖는다.
2006년 8월 22일, 뉴욕 메츠로부터 40인 로스터에서 제외되는 지명할당처분을 받아 8월 30일 텍사스 레인저스로 이적하게 된다. 당시 텍사스에서 뉴욕 메츠로 간 선수는 마이너 리그 포수인 마이크 니키스였다. 2006년 시즌 후 교육리그에 참가하여 스윙을 가다듬고 그 해 도미니카 겨울리그에도 참가하게 된다. 2007년 시즌 25인 로스터에 들기 위해 노력했지만 실패했고 마이너 리그 트리플 A 팀인 오클라호마 레드호크스에서 뛰게 된다. 시즌 개막 후 37경기 만에 메이저 리그로 승격됐지만, 시즌 후 자유 계약 선수로 풀렸다.
2008년 1월 11일, 휴스턴 애스트로스와 마이너 계약을 맺었지만 5월 2일 방출되었다. 이후 시애틀 매리너스와 마이너 리그 계약을 맺고 시애틀 매리너스 산하 트리플 A 팀인 타코마 레이니어스에 합류한다. 2008년 시즌이 끝나고 자유 계약 선수가 되자 KBO 리그 한화 이글스와 입단 계약을 체결한다.

## 한국 프로야구 시절

### 한화 이글스선수 시절
2008년 12월 한화 이글스에 입단한 디아스는 2009년 7월 8일 방출되기 전까지 62게임에서 타율 0.266에 15홈런을 기록하여 장거리형 타자로서는 어느 정도 인정을 받았으나, 수비 능력에 있어서 총체적인 불안함을 보였다. 2009년에 한화 이글스는 특히 수비 실책이 많았었다. 디아스는 리그 초반에는 우익수로 출전하였으나, 김태균선수가 부상 후유증으로 엔트리에서 빠져 있을 때에는 종종 1루수로도 출전하였다. 그러나 어느 포지션에서도 안정적인 수비를 보이지 못하고, 실책에 가까운 안타를 내주는 일이 잦았다. 한화 이글스는 장거리형 지명타자보다는 주루능력이나 외야 수비능력을 갖춘 선수 자원이 필요하였다. 그러나 디아스는 팀이 필요로 하는 두 가지 능력을 모두 갖추지 못하였고, 마침 투수진마저 난조에 빠짐에 따라 팀은 디아스보다는 이를 대체할 투수 용병이 절실하게 되었다. 그 때문에 선수단은 6월 초에 디아스를 2군으로 보냈고, 잠재적인 방출 절차를 밟기 시작하여 결국 7월 8일에 방출을 결정하기에 이른다. 한화에게는 부상 이후 부진하여 재계약하지 않고 넥센 히어로즈로 이적한 덕 클락이 오히려 그리웠을 정도였다.

## 일본 프로야구 시절
2012년 시즌 주니치에 입단하여 활동했지만 1군 출장이 많지 않았고 성적이 좋지 않았다. 2013년 시즌 재계약에 성공했지만 2013년 4월 1일에 주니치 드래건스에서 방출되었다.

## 통산기록
| 연 도          | 소 속          | 나 이          | 출 장 | 타 석 | 타 수 | 득 점 | 안 타 | 2 루 타 | 3 루 타 | 홈 런 | 타 점 | 도 루 | 도 실 | 볼 넷 | 삼 진 | 타 율 | 출 루 율 | 장 타 율 | O P S | 루 타 | 병 살 타 | 몸 맞 | 희 타 | 희 플 | 고 4 |
| -------------- | -------------- | -------------- | ----- | ----- | ----- | ----- | ----- | ------- | ------- | ----- | ----- | ----- | ----- | ----- | ----- | ----- | -------- | -------- | ----- | ----- | -------- | ----- | ----- | ----- | ---- |
| 2004           | NYM            | 23             | 15    | 53    | 51    | 8     | 15    | 3       | 0       | 3     | 8     | 0     | 0     | 1     | 15    | .294  | .321     | .529     | .850  | 27    | 3        | 1     | 0     | 0     | 0    |
| 2005           | NYM            | 24             | 89    | 313   | 280   | 41    | 72    | 17      | 3       | 12    | 38    | 6     | 2     | 30    | 82    | .257  | .329     | .468     | .797  | 131   | 13       | 1     | 0     | 2     | 7    |
| 2006           | NYM            | 25             | 6     | 11    | 11    | 0     | 2     | 1       | 0       | 0     | 2     | 0     | 0     | 0     | 5     | .182  | .182     | .273     | .455  | 3     | 0        | 0     | 0     | 0     | 0    |
| 2007           | TEX            | 26             | 37    | 108   | 104   | 13    | 25    | 4       | 0       | 9     | 25    | 0     | 0     | 1     | 33    | .240  | .259     | .538     | .798  | 56    | 4        | 2     | 0     | 1     | 0    |
| 2009           | 한화           | 28             | 62    | 229   | 207   | 37    | 55    | 14      | 0       | 15    | 39    | 2     | 1     | 17    | 76    | .266  | .323     | .551     | .874  | 114   | 11       | 2     | 0     | 3     | 2    |
| 2012           | 주니치         | 31             | 21    | 26    | 23    | 1     | 4     | 0       | 0       | 0     | 1     | 0     | 0     | 3     | 12    | .174  | .269     | .174     | .443  | 4     | 0        | 0     | 0     | 0     | 0    |
| MLB 통산 : 4년 | MLB 통산 : 4년 | MLB 통산 : 4년 | 147   | 485   | 446   | 62    | 114   | 25      | 3       | 24    | 73    | 6     | 2     | 32    | 135   | .256  | .309     | .487     | .796  | 217   | 20       | 4     | 0     | 3     | 7    |
| KBO 통산 : 1년 | KBO 통산 : 1년 | KBO 통산 : 1년 | 62    | 229   | 207   | 37    | 55    | 14      | 0       | 15    | 39    | 2     | 1     | 17    | 76    | .266  | .323     | .551     | .874  | 114   | 11       | 2     | 0     | 3     | 2    |
| NPB 통산 : 1년 | NPB 통산 : 1년 | NPB 통산 : 1년 | 21    | 26    | 23    | 1     | 4     | 0       | 0       | 0     | 1     | 0     | 0     | 3     | 12    | .174  | .269     | .174     | .443  | 4     | 0        | 0     | 0     | 0     | 0    |